# Althann (famiglia)
Gli Althann (meglio noti come Althan, anche Altham o Altheim) sono una nobile famiglia dell'aristocrazia della Bassa Baviera, che può essere fatta risalire al 1129. Si è ramificata in Austria, Boemia, Moravia, Croazia nella monarchia del Danubio, nella contea di Glatz e in Ungheria. I rami della famiglia esistono ancora oggi.

## Storia
La famiglia discende molto probabilmente dai ministeriali dei Conti di Dillingen, conosciuti fin dal 1129 e che si chiamavano Signori di Altheim. Marchart von Altheim morì intorno al 1320. Hans der Altheimer, cavaliere e amministratore di Abensberg, suggellò i documenti del monastero carmelitano di Abensberg nel 1381, 1399 e 1410.
Gli Althann erano ricchi in Austria, Boemia, Moravia, Croazia, nella contea di Glatz e in Ungheria, dove ricoprono anche la carica di capo magistrato nella contea di Zala dal 1721 al 1824. Nel 1610 ricevettero il titolo ereditario di conte imperiale e furono tra le principali famiglie della monarchia austriaca. Il loro avanzamento sociale avvenne nel XVI secolo attraverso il servizio militare e di corte imperiale.
Il lignaggio documentato inizia con Wolfgang von Altham, presumibilmente il primo barone di Althann. Fu vescovo di Frisinga ed entrò al servizio del re Ferdinando I. Era sposato con Anna von Pötting, erede di Murstetten. Wolfgang si descrive nei documenti del 1535 e del 1542 come un "cavaliere", e anche suo figlio maggiore Georg, morto nel 1552, è menzionato come cavaliere. È quindi probabilmente corretto che alla famiglia Althann sia stato conferito il titolo di baroni dall'imperatore Massimiliano II solo il 24 marzo 1574 furono elevati al rango di signori come baroni. Già nel 1578 l'Althann ricevette l'inkolat anche nel Regno d'Ungheria.

## Stemma
Blasone: lo stemma mostra una barra d'argento in rosso, che fu ricoperta da una "A" gotica nera dopo il 1410; sull'elmo di rosso e argento ricopre un cappello ducale, su di esso una palma verde o un abete.

## Personalità

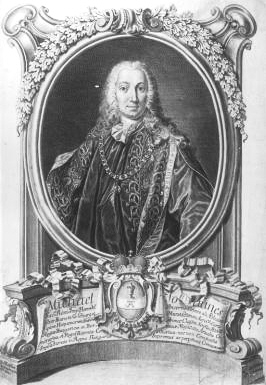
Giovanni Michele Althann (1679–1722), sposò Marianna Pignatelli

- Michele Adolfo Althann (1574–1638) fu nominato conte da Rodolfo II il 28 novembre 1608 per i servizi diplomatici e militari. Nel 1627 sposò Maria Eva Elisabeth (1605–1638) von Sternberg. Dopo la conversione alla fede cattolica, divenne un convinto sostenitore della Controriforma. Fu membro del Consiglio di guerra di corte e del Consiglio privato e nel 1619 fondò l'ordine cavalleresco Ordine della Milizia Cristiana a Olomouc per i servizi nella lotta contro i pagani e i Turchi. Per l'istituzione del Collegio dei Gesuiti a Jihlavaha, diede ordine di confiscare 23 appezzamenti di case di cittadini protestanti. Fece ulteriori donazioni all'ordine dei Gesuiti a Komorn, Znaim, Krems e Vienna. suo figlio
- Michele Ferdinando Althann († 1658), figlio di Michele Adolfo
- Gundacker von Althan (1665-1747), generale e diplomatico
- Giovanni Michele Althann (1679-1722), sposò Marianna Pignatelli
- Michele Federico Althann (1682-1734), cardinale
- Michele Carlo Althann (1702-1756), vescovo
- Michele Ferdinando Althann (1808-1890), militare